# Кремёнские Выселки
Кремёнские Выселки — село в Старомайнском районе Ульяновской области России, входит в состав Прибрежненского сельского поселения. Расположено в 15 км южнее Старой Майны на берегу озера Мартышкино.

## История
Кремёнский Выселок образован в 1850 году группой казённых крестьян, переселённых из села Кремёнки, а начиная с 1862 года, в Выселок переселяется значительная группа крестьян из Рязанской, Курской, Нижегородской и Пензенской губерний и стал называться во множественном числе — Кремёнские Выселки. Но заселятся здесь стали с 1771 года, когда сюда стали переселять местные помещики-дворяне из села Кремёнки своих крестьян и её называли: Емельяновский Выселок (помещик Иван Емельянов), Севастьяновка, Мартышкино (по озеру Мартышкино, из-за обитавших здесь чаек-мартышек). Была основана улица Канава, где стали жить переселенцы из деревни Канава (ныне Заволжский район (Ульяновск)), мелкопоместного дворянина Иван Канищев.
В 1780 году, при создании Симбирского наместничества, деревня Мартышкина, при озере, жители в ней помещичьи крестьяне, переведенные из разных уездов, ныне еще селятся, вошла в состав Ставропольского уезда. В 1851 году деревня вошла в состав Ставропольского уезда Самарской губернии.
В 1859 году село называлось Емельяновский Выселок, при безъименном озере.
В неурожайный 1911 год царское правительство оказало помощь здешним крестьянам, выделив в виде трудовой помощи 4980 рублей на очистку озера.
В 1918 году создан Кремёнско-Выселковский сельский Совет рабочих, крестьянских и красноармейских депутатов Кремёнской волости Мелекесского уезда Самарской губернии, в 1928 году стал именоваться исполнительный комитет Кремёнско-Выселковского сельского Совета рабочих, крестьянских и красноармейских депутатов Чердаклинского района Ульяновского округа Средне-Волжской области.
В 1928 году, выселские крестьяне на хуторе «Грачёв» Головкинского помещика Н. М. Наумова, образовали сельхозартель имени Красина. Первоначально в артель объединилось 15 крестьянских хозяйств с 84 едоками, у которых в пользовании было 392 гектара пашни и 18 голов рабочего скота. Затем артель стала разрастаться. Позже к артели имени Красина присоединятся Кандалинские артели «Красный Бор» и «Чайка».
В 1929 году, на Пасху, в деревне сгорело 120 дворов. Возможно, что пожар стал одной из причин тому, что сельхозартель имени Красина развалилась.
В 1931 году в Выселках был организован колхоз «Пятилетка» и к 1935 году колхоз объединял 102 крестьянских хозяйства, имея 2810 гектаров земли.
В 1943 году колхоз вошёл в состав Старомайнского района Ульяновской области.
В 1950 году колхоз «Пятилетка» влился в колхоз «Память Ленина» (Головкино).
В 1952 году, ввиду затоплением Куйбышевским водохранилищем ряд деревень, была основана улица Канава, где стали жить переселенцы из слободы Канава (ныне Заволжский район (Ульяновск)).
В 1953 году в деревне был упразднен сельский Совет.
В 1959 году колхозные земли стали частью совхоза «Старомайнского» (Прибрежное).
В 2005 году село вошло в состав Прибрежненского сельского поселения.

## Население
| Год  | Число дворов | Число жителей | Примечания |
| ---- | ------------ | ------------- | --- |
| 1780 |              |               | Деревня Мартышкина, при озере, жители в ней помещичьи крестьяне, переведенные из разных уездов, ныне ещё селятся                                                                    |
| 1859 | 79           | 708           | Назывался Емельяновский Выселок |
| 1884 | 145          | 946           | У крестьянской общины: 1743 десятины земли, из них 1267 — пашни. Здесь 6 ветряных мельниц, 265 лошадей, 173 коровы, 770 овец, а 9 хозяйств занимались пчеловодством, имея 99 ульев. |
| 1889 | 164          | 1082          | 6 ветряных мельниц, 1 обдирня. |
| 1900 | 186          | 1124          | есть 4 ветряных мельниц. |
| 1910 | 230          | 1550          | Земск. шк., 3 ветр. мельниц. |
| 1926 |              | 1276          | |
| 1959 |              | 351           | |
| 1979 |              | 112           | |
| 1999 | 25           | 27            | |
| 2010 |              | 18            | |